# European Fencing Confederation
Die European Fencing Confederation (kurz EFC) ist der europäische Kontinentalverband im Fechten. Der Verband wurde 1991 in Wien gegründet und organisiert jährlich die Fechteuropameisterschaften.

## Geschichte
Der Verband wurde am 26. Oktober 1991 in der österreichischen Hauptstadt Wien als European Fencing Union gegründet. Vormals hieß der europäische Kontinentalverband Union Européenne d’Escrime; er wurde nach kurzer Zeit in den englischen Namen umgetauft.
Seit 2009 heißt der Verband Confederation anstatt Union.
Am 24. Februar 2022 begann der russische Überfall auf die Ukraine.
Ende Mai 2022 wurde der EFC-Präsident Posdnjakow bei einem außerordentlichen EFC-Kongress wegen seiner Äußerungen diesem Überfall mit 37 von 43 Stimmen abgewählt.
Der Europäische Fechtverband suspendierte Ende Juni 2023 als Reaktion auf den anhaltenden Überfall die Mitgliedsverbände von Russland und Belarus.

## Mitglieder
Der EFC vereint 46 Nationalverbände. Dazu zählen sämtliche europäischen Verbände, sowie die Verbände der  Türkei, Aserbaidschans, Armeniens, Georgiens und Israels. Mit circa 4000 FIE-Lizenzen für Fechter oder Kampfrichter ist die EFC der mit Abstand größte Kontinentalverband im Fechten.

## Organisation
Wichtigstes Organ des Verbandes ist das Exekutivkomitee. Dieses setzt sich aus Zehn, von der Generalversammlung gewählten, Mitgliedern zusammen, die aus 10 verschiedenen Nationalverbänden kommen. Dem Exekutivkomitee steht ein Präsident vor. Der aktuelle President (Stand 2025) ist der Luxemburger Pascal Tesch.

## Aufgaben
Die EFC organisiert Fecht-Turniere in Europa, unter anderem die Europameisterschaft. Neben der Organisation von Turnieren arbeiten mehrere Kommissionen an einzelnen, den europäischen Fechtsport betreffenden, Themen:
- die Athleten-Kommission, vertritt die Interessen der Athleten
- die Turnier-Kommission, verantwortlich für die Organisation von Turnieren
- die medizinische Kommission
- die Marketing-Kommission, vermarktet den Sport
- die Schiedsrichter-Kommission, vertritt die Interessen der Schiedsrichter
- die Trainer-Kommission, vertritt die Interessen der Trainer
- die Veteranen-Kommission
- die Behinderten-Kommission, setzt sich für die Integration von Behinderten in den Sport ein und betreut das Rollstuhl-Fechten
- die Finanz-Kommission
- die Frauen-Kommission, betreut das Frauen-Fechten.[8]